# Verbod op gezichtsbedekkende kleding

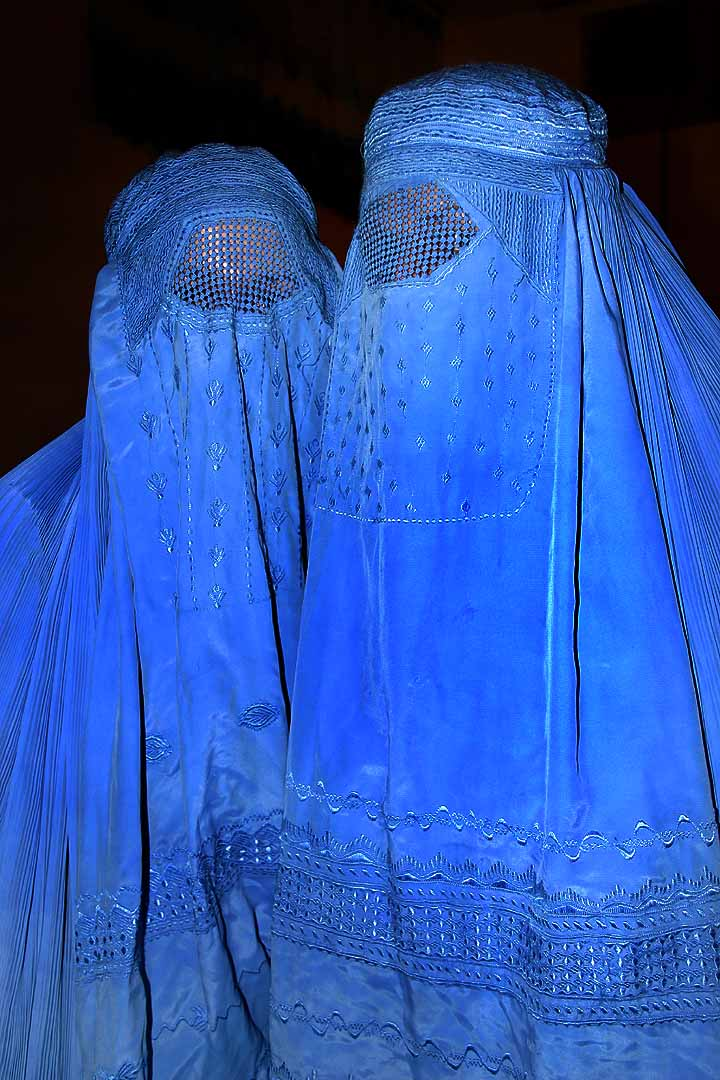
Vrouwen die een Afghaanse boerka dragen.

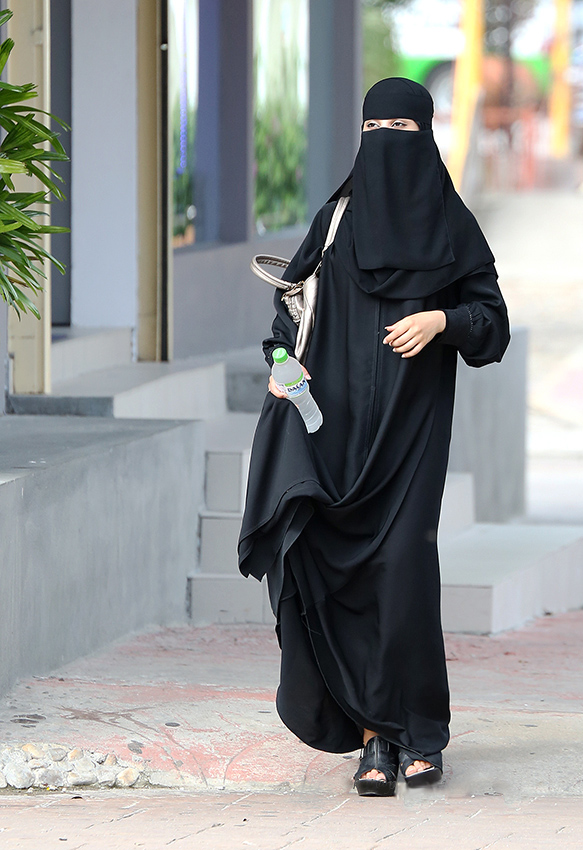
Een Saoedische vrouw die een nikab draagt.

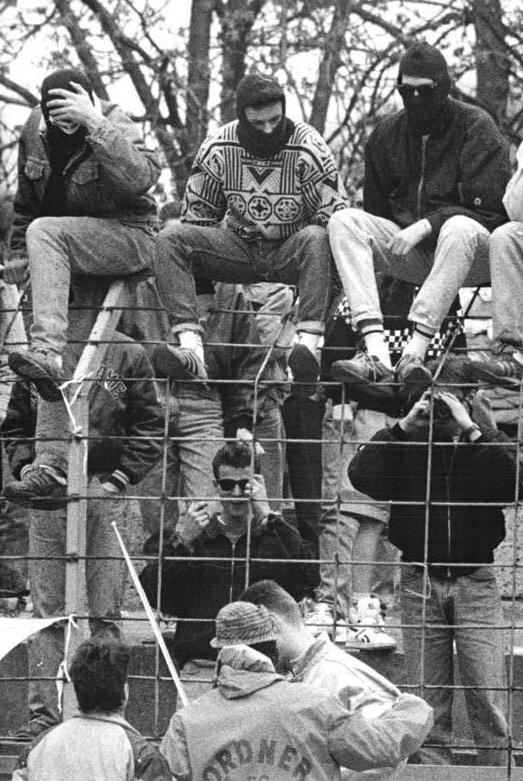
Duitse voetbal hooligans met gemaskerde gezichten tijdens een wedstrijd in de jaren negentig.

In verschillende landen bestaat een wettelijk verbod op gezichtsbedekkende kleding, populair ook wel boerkaverbod genoemd.
Het dragen van gezichtsbedekkende kleding zoals een nikab of boerka wordt vaak geassocieerd met strikte opvattingen over het volgen van islamitische voorschriften. In landen waar de islam niet de dominante religie is, met name in de westerse wereld, ligt dit politiek en sociaal gevoelig. Terwijl de voorstanders van de kleding vinden dat het voldoen aan dit religieus voorschrift onder godsdienstvrijheid valt, wordt het door anderen vaak gezien als maatschappelijk beperkend en integratie-belemmerend. In sommige, vooral westerse, landen is gezichtsverhullende kledij op openbare plaatsen verboden. Een belangrijk argument daarvoor is de openbare veiligheid. In Marokko kwam het begin 2017 om veiligheidsredenen tot een onmiddellijk verbod op het fabriceren en verkopen van nikabs en boerka's.
Er is een praktisch verschil tussen enerzijds een boerka en een nikab en anderzijds andere kleding die als religieus symbool kan worden opgevat, zoals bepaalde hoofddoekjes: een boerka en een nikab maken de betrokkene vrijwel onherkenbaar en lenen zich daarom voor misbruik. Misdadigers kunnen zo de identificatie bemoeilijken. Het dragen van een boerka stuit ook op praktische bezwaren in beroepen waar het op menselijk contact aankomt. Om die redenen draagt de discussie over een boerkaverbod een ander karakter dan de discussie over een verbod op het dragen van hoofdbedekking om religieuze redenen.

## Gezichtsbedekkende kleding en de islam
In de Koran staat in soera 33:59 een tekst over verhullende overkleding.
Onder islamitische schriftgeleerden zijn in hoofdlijnen drie opvattingen aangetroffen met betrekking tot gezichtsbedekkende kleding.
1. Voorstanders, die vinden dat gezichtsbedekkende kleding behoort tot de verplichte voorschriften voor moslimvrouwen vanaf de huwbare leeftijd.
2. Tegenstanders, die vinden dat gezichtsbedekkende kleding verboden is, omdat het niet tot de islamitische voorschriften behoort, maar een pre-islamitische gewoonte is of een nieuwe vorm van ketterij.
3. Degenen die een middenpositie innemen en menen dat gezichtsbedekkende kleding niet verplicht is, maar ook niet onislamitisch, en dus is wel is toegestaan.

## Buitenreligieuze toepassingen van gezichtbedekkende kleding
Naast bivakmutsen (balaclava's) populair bij dieven en andere gewelddadige groepen, zijn er ook mensen die een zentai-kostuum willen dragen als een tweede huid om te spelen met een andere identiteit, sexy kleding, enz.

## Wetten over gezichtsbedekkende kleding

Wetten over gezichtsbedekkende kleding in de wereld anno 2025:
Nationaal verbod – hele land verbiedt gezichtsbedekkende kleding.
Lokaal verbod – steden of regio's verbieden gezichtsbedekkende kleding.
Verbod op verkoop en productie.
Deelverbod – regering verbiedt gezichtsbedekkende kleding op sommige plaatsen.

Wetten over gezichtsbedekkende kleding in Europa anno 2025:
Nationaal verbod – hele land verbiedt gezichtsbedekkende kleding.
Lokaal verbod – steden of regio's verbieden gezichtsbedekkende kleding.
Deelverbod – regering verbiedt gezichtsbedekkende kleding op sommige plaatsen.

### Overzicht
De volgende tabel levert een niet-uitputtend overzicht waarin de wettelijke restricties op gezichtsbedekkende kleding in Europese staten met elkaar worden vergeleken. Het Franse verbod op gezichtsbedekking uit 2010 wordt algemeen gezien als het meest strikt, aangezien het gezichtsbedekking verbiedt in vrijwel alle situaties in de openbare ruimte, in tegenstelling tot beperkte restricties in landen zoals Denemarken dat alleen dergelijke praktijken verbiedt in de context van openbare samenscholingen zoals demonstraties.
Dit overzicht is mogelijk incompleet; u kunt helpen door het uit te breiden.
| Staat      | Sinds      | Restricties (voorbeelden)                                                                                   | Situaties                                                                                      | Uitzonderingen | Noten |
| ---------- | ---------- | --- | ---------------------------------------------------------------------------------------------- | --- | --- |
| België     | 2011       | Boerka's, nikaabs en andere maskers                                                                         | In het openbaar (ongespecificeerd)                                                             | | Bevestigd door het EHRM in 2017                                                                                              |
| Bulgarije  | 2016       | Boerka's, nikaabs en andere gezichtsbedekkende sluiers                                                      | Overheidskantoren, scholen, culturele instellingen en openbare recreatieplaatsen               | Uitzonderingen zijn toegestaan voor werk- of gezondheidsredenen                                                                             | Nationaal verbod werd voorafgegaan door lokale verboden in steden                                                            |
| Denemarken | 2000       | Capuchons, maskers, verf of iets dergelijks of objecten om het gezicht te bedekken                          | Openbare samenscholingen                                                                       | Maskeren ter bescherming van het gezicht tegen het weer                                                                                     | Geldt niet op Groenland of de Faeröer                                                                                        |
| Duitsland  | 1985       | Items geschikt en bedoeld om identificatie te hinderen                                                      | Openbare openluchtsamenscholingen of andere openluchtevenementen of op weg erheen of in liften | Bevoegde autoriteiten mogen uitzonderingen toestaan als de openbare veiligheid en orde niet bedreigd worden                                 | |
| Frankrijk  | 2010       | Boerka's, nikaabs, integraalhelmen, bivakmutsen, capuchons en andere gezichtsbedekkende sluiers             | Openbare plaatsen                                                                              | Integraalhelmen gedragen op motorfietsen | Bevestigd door het EHRM in 2014                                                                                              |
| Italië     | 1975       | Ieder masker of kledingstuk dat identificatie hindert                                                       | In het openbaar (ongespecificeerd)                                                             | Het verbod geldt niet in die gevallen waarin een beroep kan worden gedaan op een 'geldige reden'                                            | Het is niet duidelijk of religie een 'geldige reden' oplevert                                                                |
| Nederland  | 2019       | Gezichtsbedekkende kleding (kleding die het gezicht geheel bedekt of waarbij alleen de ogen zichtbaar zijn) | In de gebouwen van de overheid, de zorg, het onderwijs en in het openbaar vervoer              | Wel toegestaan als de gezichtsbedekking nodig is voor de beoefening van sport, het werk of bij evenementen en feesten                       | Op andere plaatsen is gezichtsbedekking wel toegestaan, maar de politie kan iemand vragen deze af te doen voor identificatie |
| Noorwegen  | 1995       | Maskers (ongespecificeerd)                                                                                  | Openbare evenementen zoals demonstraties, marsen, vergaderingen en dergelijke                  | Deelnemers aan toneelstukken, maskerades en dergelijke zijn uitgezonderd                                                                    | |
| Oostenrijk | 2002, 2017 | Boerka's, nikaabs, integraalhelmen of gezichtsbedekkende doeken                                             | Demonstraties, universiteiten, openbaar vervoer en rechtbanken                                 | Gezichtsbedekking nodig voor op werk | |
| Spanje     | 2013       | Gezichtsbedekkingen (ongespecificeerd)                                                                      | Openbare demonstraties                                                                         | | |
| Zweden     | 2005       | Gezichtsbedekkingen (ongespecificeerd) die identificatie bemoeilijken                                       | Openbare demonstraties waarin de openbare orde verstoord is of kan worden                      | Niet van toepassing op religieus gemotiveerde gezichtsbedekking of wanneer demonstranten toestemming hebben gekregen voor gezichtsbedekking | |

### België

#### Algemeen verbod
Sinds 2011 is het overal in België strafbaar om zich op publiek toegankelijke plaatsen te begeven met het gezicht geheel of gedeeltelijk bedekt of verborgen zodat men niet herkenbaar is. De drie voorziene uitzonderingsgronden (arbeidsreglementen, politieverordeningen naar aanleiding van feestactiviteiten, en 'andersluidende wetsbepalingen') lijken onvoldoende ruim om te verhinderen dat dit zogenaamde boerkaverbod op allerlei niet door de wetgever geviseerde situaties van toepassing is, zoals kerstmannen en sinterklazen, menselijke mascottes, dragers van stofmaskers en motorhelmen met ondoorzichtig vizier, straatkunstenaars, enz. Ook het dragen van medische mondmaskers valt niet onder een uitzonderingsgrond, maar met name tijdens de coronacrisis van 2020 bleek dat het verbod op dit punt niet werd afgedwongen door de ordediensten.
België was na Frankrijk het tweede Europese land met een algemeen verbod op het dragen van onherkenbaar makende gezichtsbedekking. Op 31 maart 2010 keurde de kamercommissie van de Kamer van volksvertegenwoordigers unaniem het wetsvoorstel goed. Op 29 april 2010 volgde ook de plenaire Kamer met een vrijwel unanieme voorstem (op twee onthoudingen na). Dit kwam het land op internationale kritiek en bedreiging van terroristische groepen te staan. Door de val van de regering raakte de wetsvoortgang evenwel in het gedrang. Daarom werd besloten het wetsvoorstel terug te stemmen in de plenaire kamer. Dit gebeurde op 28 april 2011.
Eerder, op 24 januari 2004, had senator Anke Van dermeersch van het Vlaams Belang een wetsvoorstel ingediend om het dragen van gelaatverhullende gewaden in openbare ruimten en op openbare plaatsen te verbieden. Dit was toen niet aangenomen.

#### Plaatselijke verboden
Reeds vóór het algemeen verbod hadden tal van steden en gemeenten administratieve geldboetes gesteld op het dragen van gezichtsbedekkende kledij. Dit was onder meer het geval in Antwerpen, Maaseik, Gent, Sint-Truiden, Sint-Jans-Molenbeek en Lebbeke.
Een complexe samenloopregeling voorziet in een cascadesysteem, waarbij het algemeen strafrechtelijk verbod voorrang krijgt, maar ook gemeentelijke sancties toepassing kunnen vinden voor zover bepaalde
procedurele voorwaarden vervuld zijn, onder meer om het ne bis in idem-beginsel veilig te stellen.

#### Rechterlijke toetsing
In twee arresten heeft het Europees Hof voor de Rechten van de Mens geoordeeld dat het Belgische verbod niet strijdig was met de grondrechten (godsdienstvrijheid, eerbiediging van het privéleven en vrijheid van meningsuiting). De eerste zaak had betrekking op de wet van 2011 en de tweede op een politiereglement van de zone Vesdre. In beide gevallen stelde het hof zich terughoudend op en zag het een eventueel verbod op integrale gezichtsbedekking als een 'samenlevingskeuze' die in de eerste plaats aan de wetgever toekomt. Het hof aanvaardde dat zo'n verbod in een democratische maatschappij noodzakelijk kan zijn om de interactie en communicatie tussen individuen te beschermen. De maatregel was proportioneel met het nagestreefde doel de voorwaarden van het 'samen leven' te bewaren.
Het hof volgde daarmee een eerder uitgezette lijn.

### Nederland
In Nederland is het volgens de Wet gedeeltelijk verbod gezichtsbedekkende kleding verboden om in het openbaar vervoer en in gebouwen en bijbehorende erven van onderwijsinstellingen, overheidsinstellingen en zorginstellingen kleding te dragen die het gezicht geheel bedekt of zodanig bedekt dat alleen de ogen onbedekt zijn, dan wel onherkenbaar maakt. Veelgenoemde voorbeelden zijn een integraalhelm, een bivakmuts, een boerka of een nikaab. Uitgezonderd voor zover de kleding:
- wordt gedragen door cliënten, patiënten of hun bezoekers in residentiële delen van zorginstellingen
- noodzakelijk is ter bescherming van het lichaam in verband met de gezondheid of de veiligheid,
- noodzakelijk is in verband met eisen die aan de uitoefening van een beroep of de beoefening van een sport worden gesteld, of
- passend is in verband met het deelnemen aan een feestelijke of een culturele activiteit.

De wet is op 1 augustus 2019 in werking getreden. Er bestond aanvankelijk nog enige onduidelijkheid over hoe het verbod gehandhaafd diende te worden, met name de rol van burgers hierbij.

#### Geschiedenis
In 2005 diende Geert Wilders in de Tweede Kamer een motie in, die ertoe strekt het gebruik van een boerka in een openbare ruimte te verbieden. Juridisch gezien leek dit onmogelijk, maar op 17 november 2006 gaf minister Rita Verdonk (Vreemdelingenzaken en Integratie) aan dat er een wettelijke basis voor een boerkaverbod gevonden kan worden. Men zou het verbod bijvoorbeeld kunnen funderen op artikel 6, tweede lid van de Grondwet, waarin gesteld wordt:
De wet kan ter zake van de uitoefening van dit recht buiten gebouwen en besloten plaatsen regels stellen ter bescherming van de gezondheid, in het belang van het verkeer en ter bestrijding of voorkoming van wanordelijkheden.
Doordat het dragen van een boerka identificatie van de drager bemoeilijkt en dat tot "wanordelijkheden" zou kunnen leiden, wordt derhalve een juridische basis gevonden voor een boerkaverbod.

##### Ingetrokken wetsvoorstel (2012–2015)
Ingetrokken is het wetsvoorstel Instelling van een algemeen verbod op het dragen van gelaatsbedekkende kleding. Het is een aparte strafwet, niet een toevoeging aan het Wetboek van Strafrecht. Een ander wederrechtelijk dwingen tot het dragen van gelaatsbedekkende kleding valt niet onder de nieuwe wet, maar onder artikel 284 van het Wetboek van Strafrecht over wederrechtelijk dwingen in het algemeen.
Het kabinet stelt daarbij dat kledingvoorschriften in de onderlinge omgang in het openbare leven niet wezensvreemd zijn aan onze rechtsorde. Verboden zijn onder meer ook "zich ongekleed te bevinden in een voor het openbaar verkeer bestemde plaats die daarvoor niet geschikt is" (zie Nederlandse wetgeving over ongekleed zijn), het dragen van aanstootgevende kledingstukken, en het onbevoegd dragen van uniformen of het voeren van opzichtige onderscheidingstekens welke uitdrukking zijn van een bepaald staatkundig streven.
De Raad van State heeft zich er kritisch over uitgelaten. De Raad oordeelt dat het verbod niet alleen een te zwaar middel is maar ook in strijd met de vrijheid van godsdienst en in strijd met de geldende normen om niet te discrimineren. Het Nederlandse kabinet besloot echter op 27 januari 2012 het wetsvoorstel toch bij het parlement in te dienen.
Het aantal vrouwen in Nederland dat een gezichtsbedekkende sluier draagt is niet bekend. Schattingen variëren van 50 tot hooguit 200. Het kabinet erkent dat het dragen van gelaatsbedekkende kleding in Nederland geen wijdverbreid verschijnsel is, maar vindt dit geen argument om de ontwikkeling op dit punt verder op zijn beloop te laten.
Na het vallen van het Kabinet-Rutte I was er verwarring over het feit dat Liesbeth Spies als minister het wetsvoorstel heeft ingediend en geacht wordt het te verdedigen, of anders in te trekken, maar dat ze als kandidaat-lijsttrekker van het CDA er geen voorstander van bleek. Ze trekt het echter niet in, en zal het namens het kabinet verdedigen. De Tweede Kamer heeft ook besloten het te behandelen en niet controversieel te verklaren.

##### Locaties
Het voorgestelde verbod zou gelden op de volgende plaatsen:
- Openbare plaatsen in de zin van de Wet openbare manifestaties: plaatsen die krachtens bestemming of vast gebruik openstaan voor het publiek. Dat wil zeggen dat in beginsel een ieder vrij is om er te komen, te vertoeven en te gaan; dit houdt in dat het verblijf op die plaats niet door de gerechtigde aan een bepaald doel gebonden is. Dat de plaats "openstaat" betekent ook dat er geen meldingsplicht is, en geen voorafgaand verlof of toegangsbewijs vereist is.
- In een voor publiek toegankelijk gebouw, zoals uitkeringsinstanties, gemeentehuizen, stadions, postkantoren, musea, luchthavens, warenhuizen, parkeergarages en restaurants. Als een voor publiek toegankelijk gebouw wordt een gebouw beschouwd dat openstaat voor het publiek, maar waarvan het verblijf door de gerechtigde aan een bepaald doel is verbonden en welke soms slechts tegen betaling en/of op bepaalde tijdstippen toegankelijk is. Ten aanzien van gebouwen bestemd voor kantoorgebruik betreft het voor publiek toegankelijke deel alleen bijvoorbeeld de balie van een bankgebouw of van een gemeentehuis en niet de ruimte die voor kantoorgebruik is afgeschermd van het publiek.
- In het openbaar vervoer.
- In gebouwen en bijbehorende erven (bijvoorbeeld de schoolpleinen) van onderwijsinstellingen.
- In gebouwen en bijbehorende erven van niet-residentiële delen van zorginstellingen, dit zijn ziekenhuizen, huisarts-, tandarts-, fysiotherapie-praktijken, verzorgingstehuizen en jeugdinstellingen, oftewel instellingen die zorg verlenen als bedoeld in de Zorgverzekeringswet, de AWBZ en de Wet op de jeugdzorg. Onder residentiële delen van zorginstellingen wordt een eigen kamer of appartement van patiënten of cliënten verstaan, in zorginstellingen als bedoeld in de AWBZ en de Wet op de jeugdzorg (bijvoorbeeld verzorgingstehuizen en jeugdinstellingen).

##### Kleding
Het gaat om het dragen van kleding die het gezicht geheel bedekt of zodanig bedekt dat alleen de ogen onbedekt zijn, dan wel het gezicht onherkenbaar maakt, bijvoorbeeld met een boerka, nikab, integraalhelm of bivakmuts (de laatste mag wel bij extreme temperaturen, zie onder). Onder het onherkenbaar maken van het gezicht wordt niet begrepen een geschminkt gezicht.

##### Uitzonderingen
- De kleding is nodig ter bescherming van het lichaam in verband met de gezondheid (bijvoorbeeld bescherming tegen extreme temperaturen) of de veiligheid (bijvoorbeeld bij een helm van een motorrijder).
- De kleding is nodig in verband met eisen die aan de uitoefening van een beroep of de beoefening van een sport worden gesteld, bijvoorbeeld in het geval van een brandweerman of een schermer.
- De kleding is passend in verband met het deelnemen aan een Sinterklaasviering, een carnavalsviering, een kerstviering, een paasviering, Halloween, een huwelijkssluiting, begrafenis of crematie (sluier van de bruid of weduwe) of een toneeluitvoering.
- De kleding is passend in verband met het deelnemen aan een evenement waarvoor de burgemeester van de gemeente waar het evenement plaatsvindt heeft bepaald dat de deelnemers daaraan voor de duur van het evenement van het verbod zijn ontheven.
- De kleding wordt gedragen in een gebouw of op een besloten of openbare plaats bestemd voor religieuze doeleinden, zoals in een kerk of moskee.

##### Boete
Het handelen in strijd met het voorgestelde verbod zou een overtreding zijn, die zou worden gestraft met geldboete van de eerste categorie.

### Frankrijk
Een algeheel boerkaverbod ging in op april 2011. In maart 2010 adviseerde de Franse Raad van State de regering nog af te zien van een volledig verbod, omdat men stelde dat er amper juridische gronden voor zijn.
Wel vond de Raad van State dat de gezichtsbedekkende sluier in bepaalde situaties kan worden verboden, bijvoorbeeld in publieke functies, bij sportevenementen of andere situaties waarbij een boerka fraude of onveilige situaties in de hand kan werken. In het rapport wordt verder geadviseerd om vrouwen die zich niet houden aan het verbod op die plaatsen, niet te straffen met een boete, maar om ze door te verwijzen naar een vrouwenrechtenorganisatie.
De UMP liet bij monde van vicevoorzitter Jean Leonetti, weten dat zij het advies van de Raad van State naast zich neer zal leggen en alsnog een verbod zal nastreven.
In Frankrijk was het ook voor de instelling van het boerkaverbod op openbare scholen, colleges en lycea al verboden, tekens of kleding te dragen waarmee de leerlingen duidelijk een religieus uiterlijk uitdragen, waaronder ook de boerka valt.
Op 1 juli 2014 oordeelde het Europees Hof voor de Rechten van de Mens in een door een 24-jarige Franse moslima aangespannen rechtszaak dat het verbod op gezichtsbedekkende kleding in Frankrijk rechtsgeldig is.

### Spanje en Italië
In 2010 werd in Spanje het boerkaverbod door de Cortes Generales goedgekeurd. Ook in Italië tekent een meerderheid in de volksvertegenwoordiging zich af voor een verbod op gezichtsbedekkende kleding.